# 政治系統理論

大卫·伊斯顿的政治系统理论关系图

政治學中的系統理論是一種對政治高度抽象的、部分整體的視角，並受控制論之影響。1953年，David Easton 將系統論應用於政治學。

## 概述
簡而言之，Easton 的政治行為方法提出，政治系統可以被視為一個有界限的（即所有政治系統都有精確的邊界）和流動的（不斷變化的）決策步驟系統。電腦對政治學學科和政治系統在環境中工作的影響，極大地簡化了他的模型。 環境從社會的不同部分產生不同的需求，例如特定群體的預訂系統，對更好的交通的需求等。
- 步驟一：圍繞政治體系的社會或物理環境的變化通過政治行為產生對行動的“要求”和“支持”，或作為對政治體系的“投入”的現狀。
- 步驟二：這些需求和支持團體刺激政治體系中的競爭，導致針對周圍社會或自然環境的某些方面的決策或“輸出”。
- 步驟三：在做出決定或輸出（例如，特定策略）後，它與環境相互作用，如果它在環境中產生變化，就會有“結果”。
- 步驟四：當一項新政策與其環境相互作用時，結果可能會產生新的需求或支持，以及支持或反對該政策（“反饋”）或某些相關事項的新政策的群體。
- 步驟五：反饋，回到步驟一，形成一個永無止境的循環。

### 政治分析
Easton 渴望使政治學成為一門科學，也就是說，使用高度抽象的模型來描述一般政治生活中模式和過程的規律性。在他看來，最高層次的抽象可以使關於政治的科學概括成為可能。總之，政治應該被視為一個整體，而不是要解決的不同問題的集合。
他的主要模型被視政治為有機體的觀點驅動。他的理論闡述了政治體制適應和生存的原因。他描述了不斷變化的政治，從而拒絕了在其他一些政治理論中如此普遍的“均衡”概念。此外，他拒絕接受可以通過不同層次的分析來檢驗政治的觀點。他的抽象可以在任何給定時間解釋任何群體和需求。 也就是說，利益集團理論和精英理論可以被納入政治體制分析。他的理論對政治學的多元主義傳統有重大影響。（參見 Harold Lasswell 和 Robert Dahl）

## 批評
Easton 的方法因不可證偽和帶有西方或美國偏見而受批評，也沒有解釋系統之危機或崩潰。他的系統難以解釋諸如政變等政治動亂，被批評過於強調穩定、具保守主義傾向。同時也被批評忽略系統，即國家的自主性。

## 參看
- 行為主義政治學
- 結構功能主義
- 尼克拉斯·盧曼